# Сентябрь 2017 года

Список событий сентября 2017 года.

## События
- 1 сентября
  - Соглашение об ассоциации между Украиной и Европейским союзом, включая углублённую и всеобъемлющую зону свободной торговли с Европейским единым рынком, вступило в силу в полном объёме. Ранее отдельные положения соглашения предварительно действовали[англ.] до полного вступления в силу[1][2][3].
  - Верховный суд Кении признал недействительными результаты президентских выборов прошедших 8 августа, на которых победил действующий президент Ухуру Кениата, и постановил провести новые выборы в течение 60 дней.[4]
  - В Гамбурге представители 12 стран, в том числе российские учёные, запустили уникальный рентгеновский лазер на свободных электронах, который позволит отследить молекулярные процессы и подробно изучить механизм взаимодействия атомов[5].
- 2 сентября
  - Австралия и Восточный Тимор достигли соглашения в споре о морской границе в Индийском океане[6].
- 3 сентября
  - Сейсмические станции разных стран зафиксировали мощные подземные толчки в магнитудой от 5,6 до 6,4 на территории провинции Хамгён-Пукто в КНДР, где расположен ядерный полигон Пунгери. Власти Северной Кореи заявили об успешном испытании боеголовки с термоядерным зарядом. Мощность взрыва по оценкам японских сейсмологов составила до 100 килотонн[7][8].
  - Несколько сотен человек провели несанкционированный[9] митинг в Москве на Большой Никитской улице у посольства Мьянмы, требованием остановить геноцид исповедующей ислам этнической группы Рохинджа в Мьянме[10].
- 4 сентября
  - Центральный банк Китая признал незаконной финансовой деятельностью проведение операций ICO (Initial Coin Offering) — сбор средств инвесторов с использованием криптовалют[11].
  - Число участников митинга в поддержку мусульманского населения Мьянмы на площади перед мечетью «Сердце Чечни» в Грозном, по официальным данным, превысило миллион человек[12].
  - В Узбекистане почти вдвое девальвирована национальная денежная единица сум[13].
- 5 сентября
  - Сирийская армия прорвала длившуюся три года блокаду Дайр-эз-Заура[14].
  - Новым премьер-министром Тайваня назначен Лай Циндэ. Он сменил на этом посту Линь Цюаня[англ.], который подал в отставку из-за роста критики в адрес правительства и падения рейтинга правящей партии[15].
  - Президент России Владимир Путин дал поручение МИД РФ внести на рассмотрение в Совет Безопасности ООН резолюцию о введении миротворцев в зону конфликта на юго-востоке Украины[16].
  - В Индии убита журналистка Гаури Ланкеш, известная своей критикой индуистского национализма[17].
- 6 сентября
  - Казахстан занял первое место в СНГ по уровню потребления, обогнав Россию (в условных долларах по покупательной способности российского рубля и казахстанского тенге)[18].
  - Основательница крупнейшего в мире портала для доступа к научным публикациям Sci-Hub Александра Элбакян объявила, что проект больше не будет работать с российской аудиторией, объяснив это травлей со стороны российского научного сообщества[19].
  - Президент США Дональд Трамп и лидеры конгресса договорились об увеличении лимита государственного долга США, чтобы избежать дефолта[20].
  - Президент США Дональд Трамп отменил программу под названием «Отложенные меры в отношении детей-иммигрантов» (DACA), которая давала возможность отсрочить депортацию для более чем 750 тысяч детей нелегальных иммигрантов, приехавших в страну[21].
  - Из-за самой мощной за последние 12 лет вспышки на Солнце (X9,3[22]) произошло ухудшение мобильной связи на территории Европы и Америки[23].
- 7 сентября
  - Почти все постройки и инфраструктура небольшого карибского острова Барбуда разрушены после того, как по нему прошелся ураган «Ирма»[24]. Разрушен аэропорт Принцессы Юлианы в нидерландской части острова Сен-Мартен[25].
- 8 сентября
  - Конституционный суд Испании приостановил действие принятого парламентом Каталонии закона о проведении референдума о самоопределении[26].
  - В Мексике в 137 км к юго-западу от города Тонала произошло землетрясение силой 8,2 балла, в результате которого погибли по меньшей мере 65 человек; это землетрясение стало самым сильным в Мексике за последние 100 лет[27][28].
- 9 сентября
  - В качестве решения экологических проблем Китай рассматривает полный запрет бензиновых и дизельных автомобилей, заявил замминистра промышленности и информационных технологий Китая Синь Гуобинь[29][30].
  - Саудовская Аравия приостановила любой диалог с Катаром, обвинив страну в «искажении фактов», сразу после телефонного разговора между лидерами обеих стран о разрешении кризиса в Персидском заливе[31].
  - Парламент Косова избрал лидера Альянса за будущее Косова Рамуша Харадиная новым премьер-министром этого частично признанного государства[32].
- 10 сентября
  - В крупных российских городах прошла массовая эвакуация торговых центров из-за угроз по телефону, в числе городов — Пермь, Челябинск, Уфа, Омск, Владивосток, Магадан, Красноярск, Екатеринбург, Новосибирск, Южно-Сахалинск, Рязань, Брянск[33].
  - Бывший грузинский президент Михаил Саакашвили, лишённый украинского гражданства и не имеющий документов, пытался проникнуть на территорию Украины на поезде, состав задержан в польском Пшемысле (Перемышле)[34], тогда Михаил Саакашвили отправился к польско-украинской границе на автобусе, ему удалось пересечь польско-украинскую границу, после того как на контрольно-пропускном пункте «Шегини» в Львовской области сторонники политика прорвали оцепление[35].
  - Сотрудники полиции задержали полторы сотни человек с Дворцовой площади Санкт-Петербурга (Россия) на несогласованном митинге поддержки мусульман-рохинджа в Мьянме[36].
- 11 сентября
  - На парламентских выборах в Норвегии, по предварительным данным, правящая правоцентристская коалиция вместе с союзниками может получить 89 мандатов в 169-местном парламенте и право на формирование правительства[37].
- 12 сентября
  - Объединённая сеть кинотеатров «Синема парк» и «Формула Кино» из-за угроз безопасности отказалась от показа фильма «Матильда» режиссёра Алексея Учителя[38].
  - В Нью-Йорке открылась 72-я сессия Генеральной ассамблеи ООН[39].
  - Apple представила новый iPhonе X[40].
  - Газета The New York Times со ссылкой на гендиректора ВАДА сообщила, что имеющихся доказательств недостаточно для подтверждения нарушения антидопинговых правил 95 российскими легкоатлетами[41].
- 13 сентября
  - Более 10 тысяч человек были эвакуированы в России из торговых центров, вокзалов, вузов, гостиниц из-за поступивших сообщений об угрозах взрыва[42].
  - Международный олимпийский комитет наделил Париж (Франция) и Лос-Анджелес (США) правом принять Летних Олимпийских игр 2024 года и Летних Олимпийских игр 2028 года соответственно[43].
  - Руководители 17 антидопинговых агентств, входящих в институт Национальных антидопинговых организаций, призвали МОК отстранить Россию от участия в зимних Олимпийских играх 2018 года в Пхёнчхане[44][45].
- 14 сентября
  - Приведена к присяге первая женщина-президент Сингапура 63-летняя Халима Якоб[46].
  - В США вручили очередные Шнобелевские премии[47].
  - Исследования показали, что манускрипт Бакхшали содержит, вероятно, самое древнее упоминание ноля[48][49].
- 15 сентября
  - КНДР произвела новый ракетный запуск, первый после ужесточения санкций против страны. Южная Корея в ответ запустила в рамках учений несколько своих баллистических ракет[50].
  - Космический аппарат Кассини-Гюйгенс, после изучения Сатурна в течение 13 лет, уничтожен путем погружения в атмосферу Сатурна[51].
  - Генеральный секретарь ФРЕТИЛИН Мари Алкатири стал новым премьер-министром Восточного Тимора. Он сформировал правительство меньшинства[52].
- 16 сентября
  - Премьер-министр Исландии Бьярни Бенедиктссон ушёл в отставку после выхода партии Светлое будущее из правительственной коалиции[53].
- 17 сентября
  - Приведено к присяге новое правительство Перу во главе с Мерседес Араос. Предыдущий состав кабмина получил вотум недоверия от конгресса[54].
  - Объявлены лауреаты премии «Эмми». Лучшим комедийным сериалом признан «Вице-президент», лучшим драматическим — «Рассказ служанки»[55].
- 18 сентября
  - В Турции начался очередной суд по делу о попытке переворота фигуранты которого около тридцати журналистов, бывших сотрудников оппозиционной газеты «Заман»[56].
  - Число антидопинговых организаций, призывающих отстранить Россию от зимних Олимпийских игр 2018 года в Пхёнчхане, достигло 28[57].
- 19 сентября
  - Землетрясение в Мексике магнитудой более 7 Mw в 49 км к юго-западу от мексиканского города Пуэбла-де-Сарагоса и в 100 км от столицы Мехико. Погибли 370 человек и более 6000 получили ранения[58].
  - В Москве открыли памятник Михаилу Тимофеевичу Калашникову[59], на монументе по ошибке изображена схема немецкого автомата «Штурмгевер»[60].
- 20 сентября
  - В Москве силовики задержали главу организации «Христианское государство — Святая Русь» Александра Калинина за призывы к противоправным действиям, в том числе к поджогам кинотеатров, где заявлен к просмотру фильм «Матильда»[61].
  - 51 страна подписала в ООН Договор о запрещении ядерного оружия[62].
  - В Саудовской Аравии женщин впервые пригласили на стадион на торжества по случаю Дня объединения королевства в рамках реформ «Видение 2030»[63].
- 21 сентября
  - Впервые за 18 лет агентство Standard & Poor’s понизило суверенный рейтинг Китая до «А+» с прогнозом «стабильный»[64].
  - Компания Google и тайваньский производитель смартфонов HTC заключили сделку на 1,1 млрд долларов с целью расширения бизнеса по производству электронных устройств[65].
- 22 сентября
  - Правящая Народная партия Арубы в третий раз подряд выиграла выборы в парламент[66].
- 23 сентября
  - Парламентские выборы в Новой Зеландии. Правящая Национальная партия одержала победу, набрав 46 % голосов, что позволяет ей рассчитывать на 58 из 120 мест в парламенте[67].
- 24 сентября
  - В Германии прошли парламентские выборы[68].
  - В Сирии в результате миномётного обстрела погиб старший группы российских военных советников генерал-лейтенант Валерий Асапов[69].
- 25 сентября
  - В Иракском Курдистане прошёл референдум о независимости[70].
  - Президент Украины Пётр Порошенко подписал закон, предусматривающий прекращение обучения в школах на русском языке с 2020 года[71][72].
- 26 сентября
  - Король Саудовской Аравии Салман Аль Сауд издал указ, предписывающий начать выдавать женщинам водительские права к июню 2018 года[73].
  - Соломоновы Острова и Палестинская национальная администрация вступили в Интерпол[74].
  - Вступил в должность новый президент Анголы Жуан Лоренсу. На этом посту он сменил Жозе Эдуарду душ Сантуша, находившегося у власти последние 38 лет.[75].
- 27 сентября
  - В России ликвидирован последний боезапас химического оружия[76].
  - Увольнения губернаторов в России: ушли со своих постов глава Дагестана Рамазан Абдулатипов и губернатор Красноярского края Виктор Толоконский[77][78].
  - Произошло возгорание на одном из самых крупных оружейных складов Украины в Калиновке (Винницкая область)[79].
  - Глава Института прикладной физики РАН Александр Сергеев утверждён в должности президента РАН[80].
- 28 сентября
  - Увольнения губернаторов в России: президент России принял досрочную отставку губернатора Ненецкого автономного округа Игоря Кошина[81].
  - В Каталонии в преддверии предстоящего референдума о независимости испанской полицией изъято более 2,5 миллионов бюллетеней для голосования, а также около 100 избирательных урн[82].
  - Следственный комитет задержал гендиректора и главного бухгалтера авиакомпании «ВИМ-Авиа» по делу о мошенничестве, президент России подписал указ о дисциплинарном взыскании главе Минтранса Максиму Соколову, больше 40 тысяч пассажиров этой авиакомпании застряли в аэропортах[83][84].
- 30 сентября
  - В России вступил в силу запрет на книгу Яна Новак-Езёраньского «Восточные размышления», которая ранее была признана экстремистской[85].
  - Международная федерация тяжёлой атлетики (IWF) отстранила сборные России, Казахстана, Китая, Белоруссии, Азербайджана, Армении, Турции, Украины и Молдавии от участия в чемпионате мира по тяжёлой атлетике 2017 года[86][87].